# Monta Bell
Louis Monta Bell (ur. 5 lutego 1891 w Waszyngtonie, zm. 4 lutego 1958 w Los Angeles) – amerykański reżyser filmowy, scenarzysta i producent.

## Życiorys
Monta Bell po raz pierwszy pojawił się w teatrach z udziałem spółek akcyjnych z Waszyngtonu, a następnie zajął się dziennikarstwem i publikacją w Nowym Jorku. Przebywając tam, Charlie Chaplin zaangażował go do napisania w charakterze ghostwritera jego wspomnień z 1922 – zatytułowanych My Trip Abroad. Razem z wieloma innymi praktykantami (m.in. Harry d’Abbadie d’Arrast, Malcolm St. Clair) został montażystą filmowym i asystentem reżysera. Miał okazję „zetknąć się z drobiazgowym stylem Chaplina w konstruowaniu komedii i całkowicie zanurzyć się we wszystkich aspektach tworzenia filmów” – pisał Richard Koszarski.
W 1924 menedżer w Paramount Pictures, Walter Wanger, zatrudnił kilku „obiecujących młodych mężczyzn bez znaczącego doświadczenia reżyserskiego” – w tym Bella – do reżyserowania filmów w należącym do wytwórni Astoria Studios w nowojorskiej dzielnicy Queens. Jednym z pierwszych wyreżyserowanych przezeń filmów była niema komedia romantyczna The King on Main Street (1925). Jak napisał Richard Koszarski, Bell stał się wybitnym stylistą filmowym, reżyserując wyrafinowane eseje filmowe na temat „współczesnych obyczajów seksualnych”. Zasłynął też jako reżyser dramatu Słowik hiszpański (1926), pierwszego amerykańskiego filmu z udziałem Grety Garbo.
W 1928, wraz z wprowadzeniem filmów dźwiękowych, został przeniesiony na wschodnie wybrzeże, gdzie objął stanowisko szefa produkcji w Astoria Studios. Wyreżyserował tam szereg komedii i melodramatów, a następnie zajął się produkcją filmów. Podobnie jak jego mentor Chaplin, opowiadał się za wyższością kina niemego jako formy sztuki i metody przekazywania historii.
Zmarł 4 lutego 1958, dzień przed swoimi 67. urodzinami, w Motion Picture Country House and Hospital w Los Angeles w Kalifornii. Został pochowany na tamtejszym Hollywood Forever Cemetery.

## Filmografia
Opracowano na podstawie materiału źródłowego:

### Reżyser

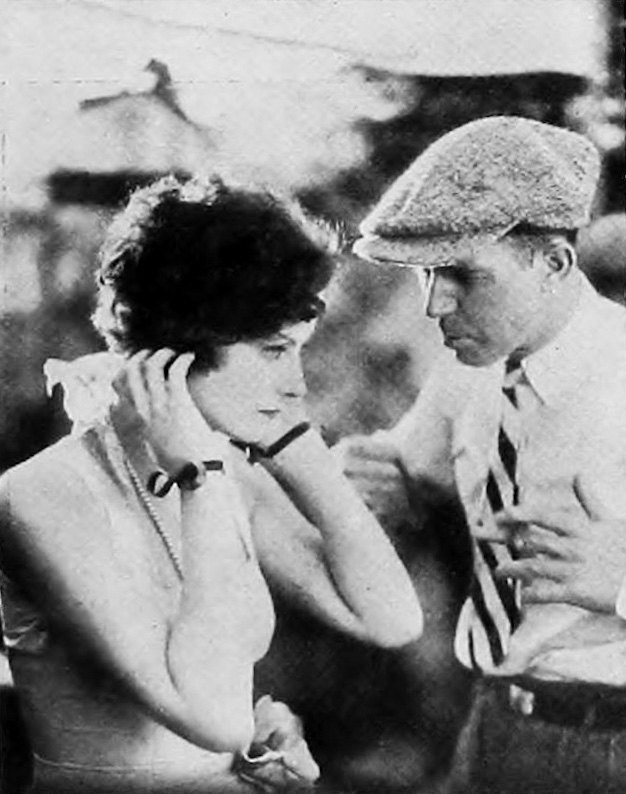
Bell i Greta Garbo na planie filmu Słowik hiszpański (1926)

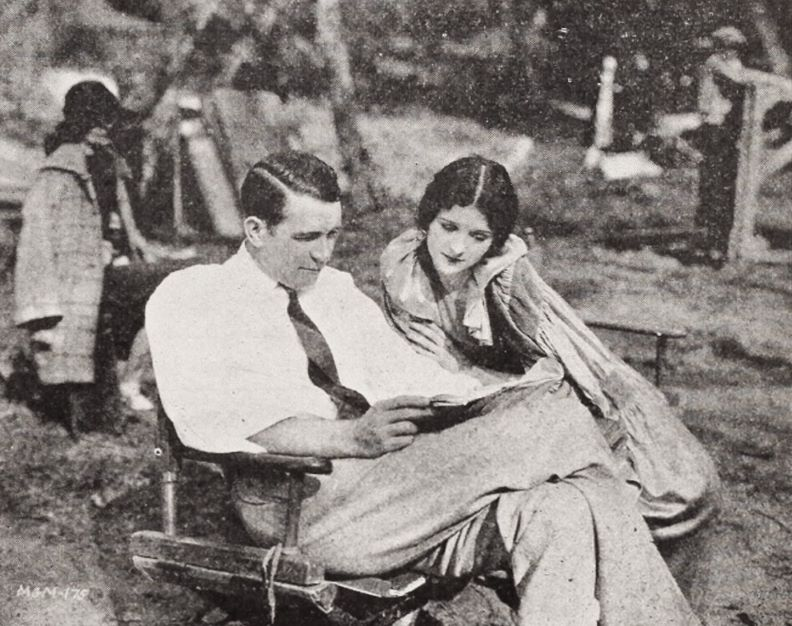
Bell i Marceline Day na planie filmu The Boy Friend (1926)

- Broadway po zmroku (1924)
- How to Educate a Wife (1924)
- Snob (1924)
- Lady of the Night (1925)
- Rewia piękności (1925)
- The King on Main Street (1925)
- Lights of Old Broadway (1925)
- Słowik hiszpański (1926)
- The Boy Friend (1926)
- Upstage (1926)
- After Midnight (1927)
- Man, Woman and Sin (1927)
- The Bellamy Trial (1929)
- Young Man of Manhattan (1930)
- East Is West (1930)
- Downstairs (1932)
- The Worst Woman in Paris? (1932)
- China’s Little Devils (1945)

### Producent
- The Boy Friend (1926)
- List (1929)
- Gentlemen of the Press (1929)
- Aplauz (1929)
- The Battle of Paris (1929)
- Behind the Make-Up (1930)
- Young Man of Manhattan (1930)
- The Big Pond (1930)
- Śmiech (1930)
- East Is West (1930, współproducent)
- Downstairs (1932)
- Ludzie w bieli (1934)
- Student Tour (1934)
- West Point of the Air (1941)
- Aloma of the South Seas (1941)
- Birth of the Blues (1941)

### Scenarzysta
- Snob (1924)
- The King on Main Street (1925, adaptacja)
- After Midnight (1927, historia)
- Man, Woman and Sin (1927, historia)
- The Bellamy Trial (1929)
- The Worst Woman in Paris? (1932)